# Индекс Кардашьян
Индекс Кардашьян, или {\displaystyle K}-и́ндекс (англ. K-index) — мера несоответствия между интересом социальных медиа к учёному и его статистикой публикаций.
Его предложил Нил Холл в 2014 году. В индексе сравнивается количество последователей учёного в Твиттере с количеством цитирований из его опубликованных статей. Название является отсылкой к высокой популярности в соцсетях американской актрисы Ким Кардашьян. Предполагается, что высокий {\displaystyle K}-индекс указывает на раздутую научную популярность, тогда как низкий предполагает, что учёного недооценивают. Автор индекса называет учёных c {\displaystyle K>5} «Кардашьян в науке» (англ. Science Kardashian). Основная критика индекса связана с увязкой значимости учёного с числом цитирований его работ.

## Вычисление
Отношение между числом последователей в Твиттере ({\displaystyle F}) и числом цитирований ({\displaystyle C}) определено как:
{\displaystyle F(C)=43{,}3\,C^{0{,}32}}
Индекс Кардашьян вычисляется как:
{\displaystyle K={\frac {F(a)}{F(C)}}},
где {\displaystyle F(a)} — настоящее число последователей учёного в Твиттере и {\displaystyle F(C)} — то количество, которое он должен иметь на основании цитируемости своих работ.